# Tanzim Qaidat al-Jihad fi Bilad al-Rafidayn
Tanzim Qaidat al-Jihad fi Bilad al-Rafidayn, (em árabe: تنظيم قاعدة الجهاد في بلاد الرافدين), também conhecido como Al-Qaeda no Iraque (AQI) ou al-Qaeda na Mesopotâmia, foi uma organização jihadista sunita, sediada no Iraque e afiliada à al-Qaeda. Foram bastante ativos durante a insurgência iraquiana e desempenhou um papel central na criação do Conselho da Shura dos Mujahidins e do Estado Islâmico do Iraque e do Levante.

## Origens
O grupo foi fundado pelo militante jordaniano Abu Musab al-Zarqawi em 1999, sob o nome Jama'at al-Tawhid wal-Jihad (em árabe: جماعة التوحيد والجهاد em português:  Grupo de Monoteísmo e Jihad).
Acredita-se que o grupo começou a praticar ataques a bomba no Iraque a partir de agosto de 2003 (cinco meses após a coalizão invadir e ocupar o Iraque), visando representantes da ONU, instituições xiitas, embaixada jordaniana, instituições do governo provisório iraquiano.
Depois de jurar lealdade a Osama bin Laden e a al-Qaeda em outubro de 2004, seu nome oficial mudou para Tanzim Qaidat al-Jihad fi Bilad al-Rafidayn.

## Líderes
Em 7 de Junho de 2006, o líder da AQI, al-Zarqawi e seu conselheiro espiritual o Sheik Abd-Al-Rahman, foram mortos por um ataque aéreo norte-americano com bombas em uma casa segura perto de Baquba. A liderança do grupo foi então assumida pelo egípcio militante Abu Ayyub al-Masri, também conhecido como Abu Hamza al-Muhajir.

## Finalidade
Em uma carta a al-Zarqawi em julho de 2005, Ayman al-Zawahiri delineou um plano de quatro estágios começando com a tomada de controle do Iraque.
Passo 1Expulsão das forças americanas no Iraque.
Passo 2Estabelecer no Iraque um Califado islâmico.
Passo 3Estender a "jihad" para "os países seculares vizinho do Iraque".
Passo 4Confrontar o Estado de Israel.

## Atividades violentas

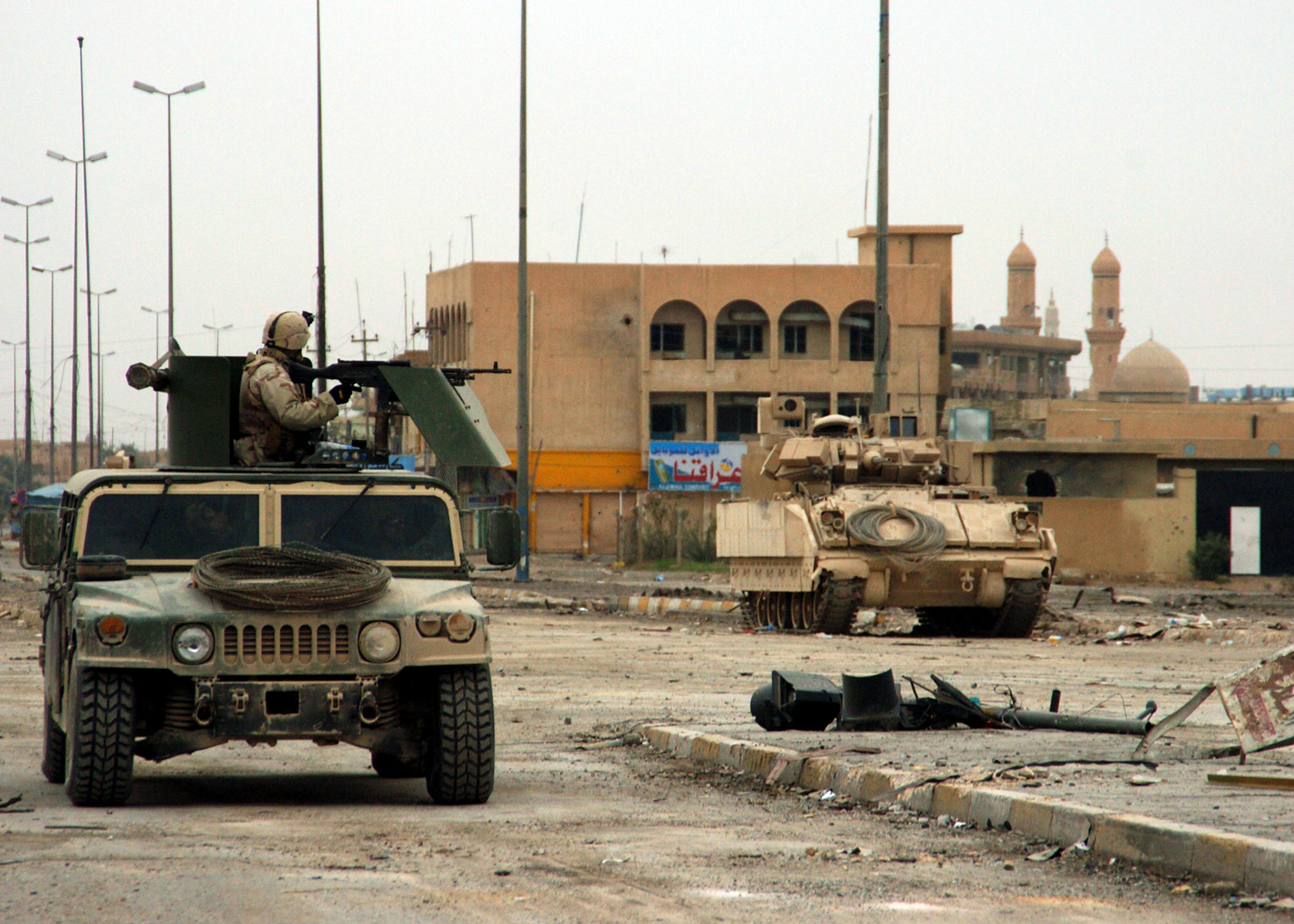
Os Seabee da Marinha dos Estados Unidos durante a Segunda Batalha de Faluja (Novembro de 2004)

### 2004
No final de Outubro de 2004, a Al-Qaeda no Iraque sequestrou Shosei Koda, um cidadão japonês. Em um vídeo online, a AQI deu ao Japão 48 horas para retirar suas tropas do Iraque, caso contrário, o destino de Koda seria "o mesmo que o de seus antecessores, Berg e Bigley e outros infiéis". O governo japonês se recusou a cumprir essa demanda, Koda foi decapitado e seu corpo desmembrado foi encontrado em 30 de outubro.
O grupo reivindicou a autoria pelos ataques com carros-bomba em 19 de dezembro de 2004 nas cidades xiitas de Najafe e Carbala, matando 60 pessoas.

### 2005
De acordo com documentos apreendidos em 2008, o grupo começou em 2005 a assassinar sistematicamente homens de tribos iraquianas e insurgentes nacionalistas.
Ataques em 2005 reivindicados pelo grupo incluem:
- 30 de janeiro: A AQI lançou ataques contra eleitores durante uma eleição legislativa no Iraque.[9] Foram 100 ataques armados, onde 44 pessoas morreram, embora alguns ataques podem ter sido realizados por outros grupos.
- 28 de fevereiro: No sul da cidade de Al-Hillah, um carro-bomba atingiu uma multidão de policiais e recrutas da Guarda Nacional iraquiana, matando 125 pessoas.[12]
- 02 de abril: O grupo lançou um combinado de ataque suicida e ataque convencional na prisão de Abu Ghraib.[9]
- 7 de maio: Em Bagdá, dois carros carregado de explosivos foram usados contra um comboio de uma empresa de segurança norte-americana. 22 pessoas foram  mortas, incluindo dois americanos.[12]
- 06 de julho: O grupo assumiu a responsabilidade pelo sequestro e execução do embaixador do Egito no Iraque, Ihab el-Sherif.[14][15][16]
- 15 a 17 julho: Uma série de ataques suicidas, incluindo um bombardeio no mercado Musayyib, matando 150 pessoas e deixando 260 feridos. O grupo afirmou que os atentados eram parte de uma campanha para assumir o controle de Bagdá..[17]
- 19 de agosto: Na cidade jordaniana de Aqaba, um ataque com foguete mata um soldado jordaniano.[12]
- 14 de setembro: O grupo assumiu a responsabilidade por uma série de mais de uma dezena de atentados em Bagdá. Matando cerca de 160 pessoas, sendo a maioria das vitimas eram trabalhadores xiitas desempregados.[18][19] Em um comunicado, Al-Zarqawi declarou "guerra total" aos xiitas, tropas iraquianas e ao governo iraquiano.[18]
- Sexta-feira 16 de Setembro: Uma ataque suicida diante de uma mesquita xiita a 200 km ao norte de Bagdá matou 13 fiéis.[19]
- 24 de outubro: O grupo fez ataques suicidas coordenados na parte externa dos hotéis Ishtar Sheraton e Palestine Hotel em Bagdá.[9]
- 09 de novembro: Na capital jordaniana, Amã, três ataques a bomba contra hotéis mataram 60 pessoas.[12]
- 18 de novembro: O grupo assumiu a responsabilidade por uma série de atentados a mesquitas xiitas na cidade de Khanaqin, matando pelo menos 74 pessoas.[19]

### 2006
- Janeiro de 2006: Uma série de ataques a civis xiitas em Carbala e Ramadi, nas proximidades de um santuário religioso e de um centro policial de recrutamento, matando 60 pessoas.[20]

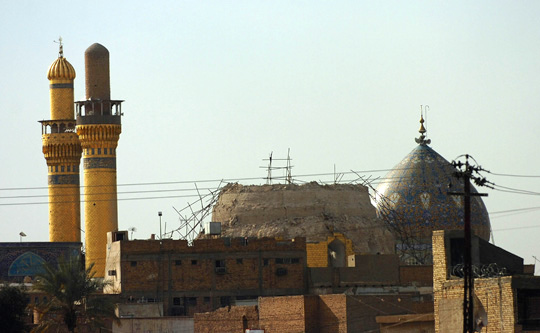
A Mesquita de Al-Askari, um dos locais mais sagrados do islamismo xiita, após o primeiro ataque da Al-Qaeda no Iraque em 2006

- Fevereiro de 2006: O ataque a mesquita de al-Askari em 22 de fevereiro. O grupo não reivindicou a autoria do atentado mas um oficial de inteligência dos Estados Unidos,[21] atribuiu o ataque ao grupo e posteriormente o atentado também foi atribuído ao grupo pelas "autoridades iraquianas".[22]
- Junho de 2006: Em 3 de junho, o grupo sequestrou e matau quatro diplomatas russos no Iraque.[23][24][25]
- Junho de 2006: Em 16 de junho,  um posto de controle dos EUA perto de Bagdá foi atacado, um soldado norte-americano foi morto e dois sequestrados. Os sequestrados foram Thomas Lowell Tucker e Kristian Menchaca, seus corpos foram encontrados em 19 de Junho, após serem torturados e mortos. No dia seguinte, o "Conselho Shura Mujahidins" e o "Tanzim Qaidat al-Jihad fi Bilad al-Rafidayn", afirmaram ter "abatido" os dois americanos. Três semanas mais tarde, foi divulgado um vídeo mostrando os corpos mutilados de Tucker e Menchada, no vídeo mencionava também que o assassinato era uma vingança pelo estupro e assassinato de uma menina iraquiana em março de 2006, praticado por soldados americanos da mesma brigada.[26]

No outono de 2006, a AQI assumiu o controle da cidade de Baquba, capital da província de Diala, e antes de Março de 2007, a AQI ou sua organização guarda-chuva, "Estado Islâmico do Iraque (ISI)" afirmou Baquba como sua capital.

## Guerra sunita contra os xiitas
Em setembro de 2005, depois de uma ofensiva conjunta entre as tropas do Estados Unidos e do Iraque na cidade de Tal Afar, al-Zarqawi declarou "guerra total" aos muçulmanos xiitas no Iraque.

## Conflitos entre Al-Qaeda no Iraque e outros grupos iraquianos sunitas
Em setembro e outubro de 2005, havia sinais de uma divisão entre insurgentes sunitas nativos iraquianos, que queriam uma influência sunita na política nacional, e portanto, apoiavam o voto "não" no referendo 15 de outubro de 2005 sobre a nova Constituição, sendo contra al-Zarqawi e a al Qaeda no Iraque, que se esforçavam para criar um estado teocrático e ameaçavam matar aqueles que se engajaram no processo político nacional com xiitas e curdos, incluindo aqueles que participassem deste referendo.
A partir de meados de 2006, AQI começou a ser expulsa de seus redutos na área rural da província de Alambar, das cidades de Faluja e Alcaim, por líderes tribais em uma guerra aberta. Essa campanha foi patrocinada pelo governo iraquiano com doações em dinheiro e salários aos xeques tribais de até US$ 5.000 por mês. Em setembro de 2006, 30 tribos na província de Anbar formaram uma aliança chamada de "Despertar de Anbar" para lutar contra a AQI.

## Janeiro de 2006: Tanzim (AQI) cria o Conselho da Shura dos Mujahidins
Os esforços da AQI para recrutar grupos nacionalistas e seculares sunitas iraquianos foram minados por suas violentas táticas contra civis e pela sua doutrina fundamentalista. Em janeiro de 2006 a AQI criou uma organização guarda-chuva chamada de Conselho da Shura dos Mujahidins, em uma tentativa de unificar sunitas insurgentes no Iraque.

### Forças da AQI (2004-2006)
Meios de comunicação ocidentais sugeriram que combatentes estrangeiros continuavam a aderir ao AQI. Um relatório secreto da inteligência dos EUA, mencionou que a minoria sunita do Iraque tinha sido cada vez mais abandonada por seus líderes religiosos e políticos que fugiram ou foram assassinados ou foram "envolvidos em uma luta diária pela sobrevivência", os "pogroms" temidos pela maioria xiita estavam cada vez mais dependente da Al-Qaeda no Iraque. No oeste do Iraque, a AQI estava entrincheirada, autônoma e financeiramente independente, e portanto, a morte do líder da AQI, Al-Zarqawi em junho de 2006, teve pouco impacto sobre a estrutura ou recursos da organização. O comércio de petróleo ilícito forneceu-lhes milhões de dólares e sua popularidade estava subindo no oeste do Iraque.
Em Anbar, a maioria das instituições do governo se desintegraram e a AQI era a potência dominante, segundo um relatório de inteligência dos EUA. Em 2006, o Escritório de Inteligência e Pesquisa do Departamento de Estado dos Estados Unidos, estima que o número de membros da Al-Qaeda no núcleo do Iraque era "mais de 1.000".

## Outubro de 2006, Tanzim (AQI) cria o Estado Islâmico do Iraque
Em 13 de Outubro de 2006, o Conselho da Shura dos Mujahidins declarou o estabelecimento do Estado Islâmico do Iraque (ISI), que compreende seis províncias árabes, em sua maioria sunitas do Iraque: Bagdade, Alambar, Diala, Quircuque, Saladino, Ninawa e algumas partes província de Babil, com Abu Omar al-Baghdadi sendo anunciado como o chefe de estado e auto-proclamado emir.
Após o anúncio, dezenas de homens armados participaram de desfiles militares em Ramadi e outras cidades da província de Al-Anbar.
Em abril de 2007, foi dado o título de "ministro da guerra" a Abu Ayyub al-Masri.

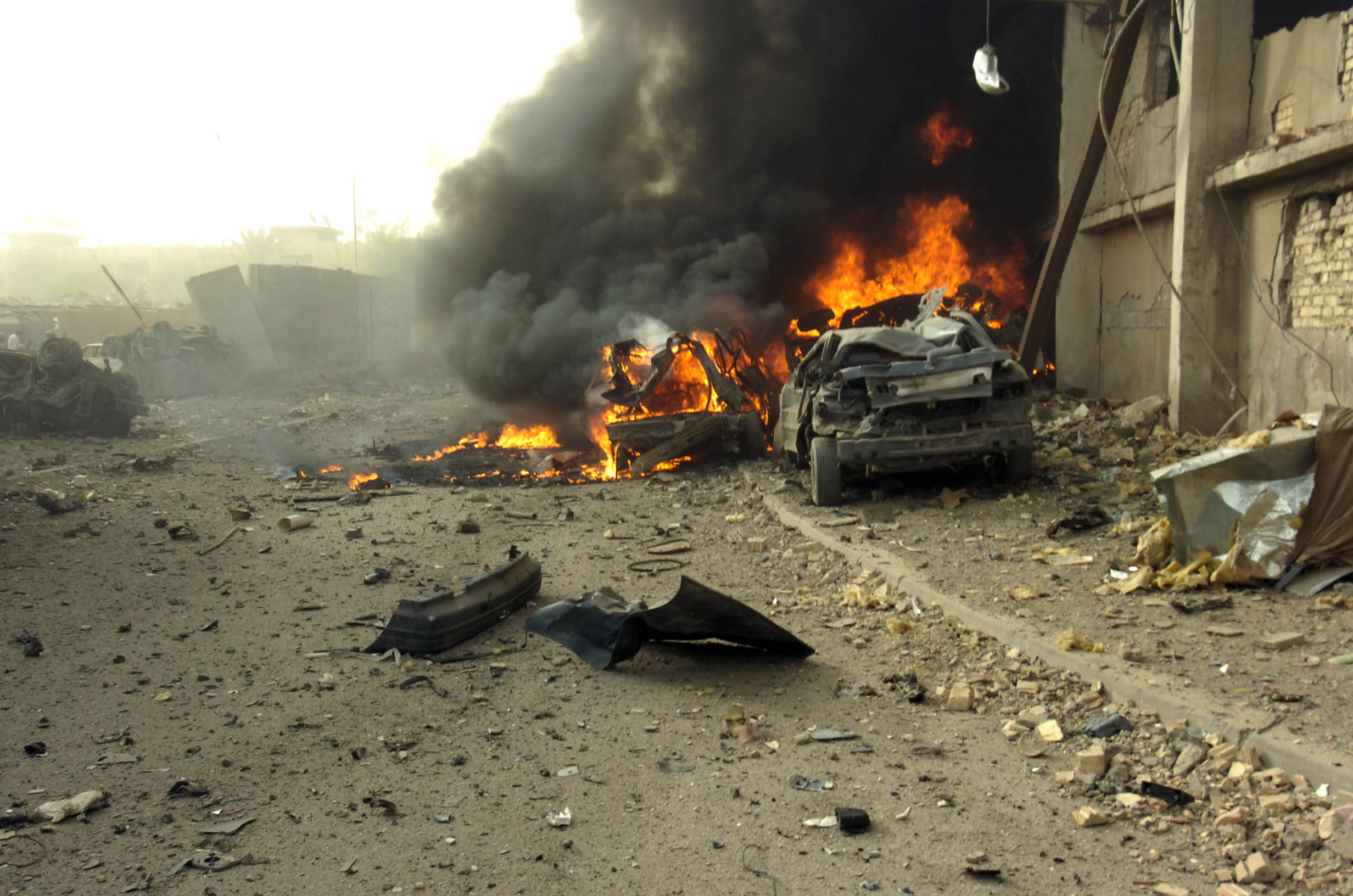
Carros-bomba eram uma forma comum de ataque no Iraque durante a ocupação da Coalizão

De acordo com um relatório feito por agências de inteligência dos Estados Unidos em maio de 2007, o ISI planejou tomar o poder nas áreas centrais e ocidentais do país e transformá-lo em um Estado Islâmico sunita.
Em Junho de 2007, a marca intransigente do extremo fundamentalismo islâmico da AQI e do ISI havia alienado partes iraquianas mais nacionalistas da insurgência.

## EUA x Tanzim (Al-Qaeda no Iraque)
Em novembro de 2004, a rede da al-Zarqawi foi o principal alvo dos EUA na Operação Fúria Fantasma em Faluja, mas a sua liderança conseguiu escapar do cerco americano e a subsequente invasão da cidade.
Em 7 de Junho de 2006, al-Zarqawi e seu conselheiro espiritual Sheik Abd-Al-Rahman, foram mortos por um ataque aéreo norte-americano em uma casa segura perto de Baquba. A liderança do grupo foi então assumida por Abu Ayyub al-Masri, também conhecido como Abu Hamza al-Muhajir.

## Críticas de al-Zawahiri
Em outubro de 2005, a Inteligência dos EUA publicou uma carta interceptada que seria supostamente de Ayman al-Zawahiri, onde ele questionava a tática da AQI, que de forma indiscriminada atava os xiitas no Iraque.
Em um vídeo que apareceu em dezembro de 2007, al-Zawahiri defendeu a AQI, mas distanciou-se dos crimes contra civis cometidos por "hipócritas e traidores" que segundo ele, existiam entre suas fileiras.

## Operações fora do Iraque e outras atividades
Em 03 de dezembro de 2004 AQI tentou sem sucesso explodir um cidadão iraquiano-jordaniano em um posto da fronteira. Em 2006, um tribunal jordaniano condenou al-Zarqawi e dois de seus associados à morte à revelia por seu envolvimento na trama. A organização alegou ter realizado três ataques fora do Iraque em 2005. No mais mortal, ataques suicidas mataram 60 pessoas em Amã, em 9 de Novembro de 2005.Eles reivindicaram a responsabilidade pelos ataques com foguetes aos navios de guerra americano USS Kearsarge e USS Ashland estacionados na Jordânia, aos ataques que tinham como alvo a cidade de Eilat, em Israel, feito com vários foguetes disparados a partir do Líbano contra Israel em dezembro de 2005.
O grupo militante libanês-palestino Fatah al Islam, que foi derrotado pelas forças do governo libanês durante o conflito de 2007, estava ligado a AQI e liderado pelo ex-companheiro de al-Zarqawi, que tinha lutado ao lado dele no Iraque. O grupo têm sido associado ao um grupo pouco conhecido chamado "Tawhid e Jihad na Síria", e pode ter influenciado o grupo militante palestino em Gaza chamado de "Jahafil Al-Tawhid Wal-Jihad fi Filastin".